# 리라글루티드
리라글루티드(영어: Liraglutide), 상표명 빅토자(영어: Victoza) 또는 삭센다(영어: Saxenda)는 제2형 당뇨병과 만성 비만증 치료에 사용되는 경구 혈당 강하제이다. 메트포르민을 통한 1차 치료 후 당뇨병에 대한 2차 치료에 사용된다. 피하투여 방식으로 투여되며, 현재 심혈관계 질환과 기대수명과 같은 장기적인 건강 결과에 미치는 영향은 불명확하다.
리라글루티드는 대표적인 인크레틴 미메시스인 글루카곤 유사 펩타이드-1 수용체 작용제(GLP-1 수용체 작용제)로, 췌장에서 인슐린 분비를 증가시키고 글루카곤 분비를 억제시킨다.
일반적인 부작용으로는 저혈당, 구역질, 어지럼증, 복통, 주사 부위 통증 등이 있다. 위장관 부작용은 치료 기간 초기에 가장 강하고 시간이 지남에 따라 가라앉는 경향이 있다. 그외 심각한 부작용으로는 혈관부종, 췌장염, 담낭염 및 콩팥 기능상실 등이 있다. 임신 및 모유 수유 중 사용의 안전성 여부는 불확실하다.
리라글루티드는 2009년 유럽연합에서, 2010년 미국에서 의료용으로 승인되었으며, 2021년 미국에서 3 백만번 이상 처방되어 166번째로 가장 많이 처방된 약물이었다.

## 의료용
리라글루티드는  제2형 당뇨병이나 비만 치료에 사용된다.

### 제2형 당뇨병
리라글루티드는 혈당 조절을 개선시킨다. 심혈관계 위험이 높은 환자의 경우 리라글루티드는 심혈관계 질환으로 인한 사망, 비치명적 심근경색 또는 비치명적 뇌졸중의 위험을 감소시키는 것으로 나타났다. 미국 당뇨병 학회 지침은 리라글루티드를 메트포르민과 함께 제1형 당뇨병 환자(죽상경화성 심혈관질환 또는 비만)에 대한 1차 치료 약물로 사용할 것을 권장하고 있다. 2011년 코크란 분석에서는 리라글루티드 1.8 mg를 사용했을 때 인슐린 글라진과 비교해 HbA1c가 0.24% 더 감소하며, 엑세나티드 10 μg, 시타글립틴과 로시글리타존보다 0.33% 더 감소했다 . 5년 추적 관찰을 통한 리라글루티드, 글라르긴, 글리메피리드, 시타글립틴을 메트포르민과 함께 사용했을 때의 결과를 비교하는 무작위 대조 시험에서 글라르긴과 리라글루티드는 HbA1c 목표 달성 및 유지에 있어서 약간 더 효과적이었으며, 미세혈관 및 심혈관 질환에 대해서는 차이가 없었다.

### 비만증
리라글루티드는 식이요법 및 운동을 병행하며 투여하며 성인의 만성 체중 관리를 위해 사용될 수 있다. 리라글루티드는 이전 몇몇 글루카곤 유사 펩타이드체 약물보다 더 큰 체중 감소 효과를 보여주었지만 세마글루티드보다 체중 감소 효과가 떨어졌다.

## 부작용

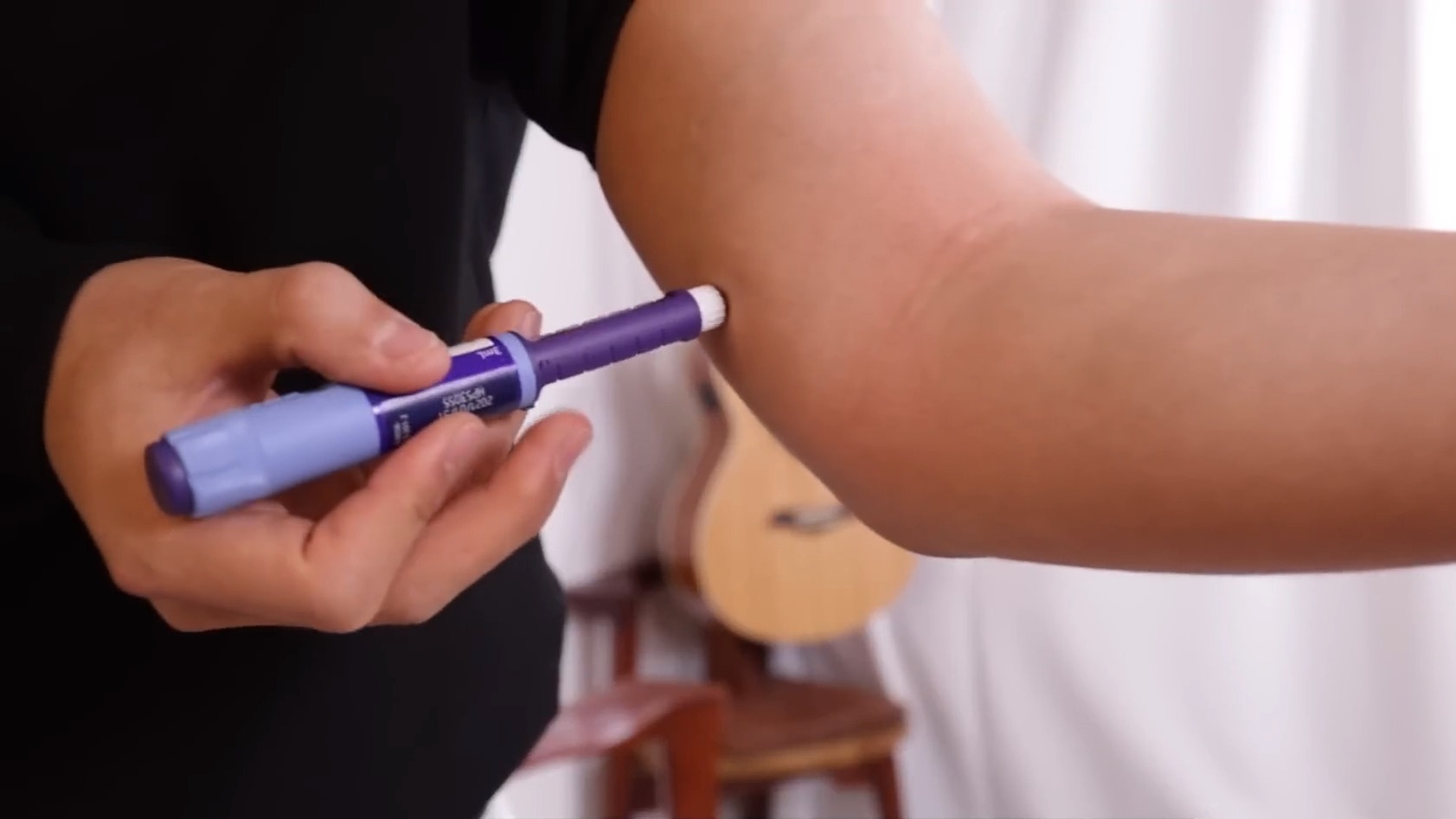
팔 부위에 투여자가 직접 피하 주사할 수 있도록 제작된 리라클루리드 주사기를 사용하는 모습.

### 갑상선암
인간에게 사용된 것보다 8배 더 많은 양의 리라글루티드를 투여했을 때, 쥐의 갑상선 종양이 통계적으로 유의미하게 증가했으며, 결과의 임상적 관련성은 밝혀지지 않았다.  임상 시험에서 리라글루티드로 치료받은 환자의 갑상선 종양 발생률은 1000명 환자년당 1.3명(4명)이었고, 대조군의 경우 1000명 환자당 1.0명(1명)이었다.
FDA는 갑상선암의 바이오마커인 혈청 칼시토닌이 리라글루티드 환자에서 약간 증가했지만 여전히 정상 범위 내에 있으며 암등록체계에서 15년간 지속적인 관찰이 필요하다고 밝혔다.

### 췌장염
2013년, 존스 홉킨스 대학교 연구팀은 급성 췌장염으로 인한 입원과 GLP-1 유도체(예: 엑세나타이드)와 DPP-4 억제제(예: 시타글립틴)의 이전 치료 사이에 통계적으로 유의미한 연관성이 있다고 발표했다.
이에 대응하여 미국 식품의약국(FDA)과 유럽 의약품청(EMA)은 인크레틴 유사체와 췌장염 또는 췌장암 사이의 가능한 연관성에 대한 모든 가용 데이터를 검토했다. 2014년 뉴잉글랜드 의학저널에 공동으로 보게재한 논문에서 "시타글립틴 데이터베이스의 25개 임상시험에서 2형 당뇨병 환자 14,611명의 데이터를 통합 분석한 결과, 췌장염 또는 췌장암 위험 증가에 대한 설득력 있는 증거는 없었다."며 "양 기관은 최근 과학 문헌과 언론에서 제기된 인크레틴 기반 약물과 췌장염 또는 췌장암 사이의 인과관계에 대한 주장이 현재 데이터와 일치하지 않는다는 데 동의한다. FDA와 EMA는 현재 이러한 인과관계에 대해 최종 결론을 내리지 않았다. 검토된 데이터 전체가 안심을 제공하지만, 더 많은 데이터가 나올 때까지 췌장염은 이러한 약물과 관련된 위험으로 계속 간주될 것이다. 양 기관은 이 안전성 신호에 대한 조사를 계속하고 있다"라고 밝혔다.

## 약력학
리라글루타이드는 아실화된 글루카곤 유사 펩타이드-1(GLP-1) 수용체 작용제로, 체내에서 생성되는 덜 흔한 형태의 내인성 GLP-1인 GLP-1-(7-37)에서 유래되었다. GLP-1-(7-37)은 체내에서 생성되는 덜 흔한 형태이다.
리라글루티드는 식사 후 24시간 동안 포도당 수치를 증가시키고, 위배출을 지연시키며 식사 후 글루카곤 분비를 억제함으로써 필요할 때만 인슐린 분비를 증가시켜 식사 관련 고혈당증을 감소시킨다.
리라글루티드는 혈당이 높을 때 췌장 베타 세포에서 인슐린을 분비시킨다. 만약 포도당 수치가 감소하고 정상 혈당 수치에 가까워지면 인슐린 분비를 다시 감소시킨다. 또한 포도당 의존적 방식으로 글루카곤 분비를 억제시키고 위배출을 지연시킨다. 내인성 GLP-1과 달리 리라글루티드는 펩티다아제에 의한 대사 분해에 대해 안정하며 혈장 반감기는 13시간이다.

## 약물 동력학
내인성 GLP-1은 널리 퍼져 있는 효소인 디펩티딜펩티다제-4(DPP4)와 중성 엔도펩티다제(NEP)에 의한 분해로 인해 혈장 반감기가 1.5~2분이다. 피하주사 후 반감기가 약 30분이기 때문에 투여하더라도 치료제로서의 사용에는 제한이 있다. GLP-1가 대사적으로 활성화된 형태는 내인성 GLP-1-(7-36)NH 2 와 더 희귀한 GLP-1-(7-37)이다. 리라글루타이드의 장시간 작용은 GLP-1-(7-37) 분자의 한 위치에 지방산 분자를 부착하여 이루어지며, 이를 통해 피하 조직 과 혈류 내에서 자체 결합하고 알부민에 결합할 수 있다. 활성화된 GLP-1은 느리고 일정한 속도로 알부민에서 방출된다. 알부민 결합은 또한 GLP-1-(7-37)에 비해 분해 속도가 느리고 신장 배설이 감소되는 결과를 초래한다.

## 사회와 문화

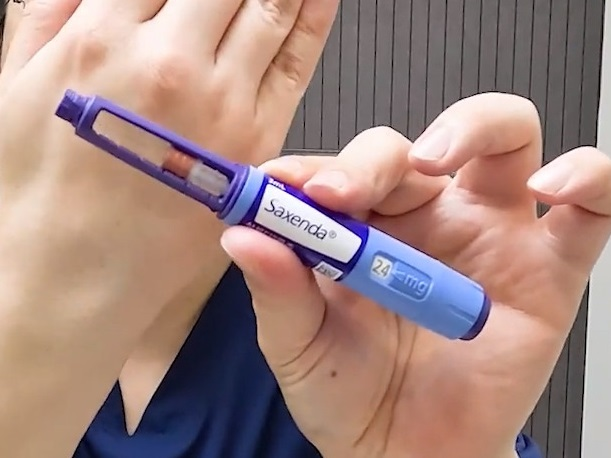
노보 노디스크에서 '삭센다'로 판매중인 리라클루티드 주사.

### 상표명
리라글루티드는 미국, 영국, UAE, 쿠웨이트, 인도, 이란, 캐나다, 유럽, 일본, 필리핀, 독일, 이탈리아, 덴마크, 네덜란드, 스웨덴, 일본, 캐나다, 미국, 프랑스, 인도네시아, 말레이시아, 싱가포르에서는 빅토자,  호주, 브라질, 캐나다, 독일, 인도네시아, 이란, 아일랜드, 이스라엘, 노르웨이, 폴란드, 포르투갈, 대한민국, 스위스, 영국 및 미국에서는 삭센다라는 상표명으로 판매되고 있다.

### 판매
리라글루티드는 2014년에 미국 식품의약국, 2015년에 유럽 의약품청에서 체중 관련 질환이 하나 이상 있는 체질량 지수(BMI)가 30 이상(비만) 또는 BMI가 27 이상(과체중)인 성인을 대상으로 승인되었다. 리라글루티드는 2019년 FDA로부터 10세 이상 소아의 2형 당뇨병 치료제로 승인되어 2000년 메트포르민 이후 제2형 당뇨병 아동의 치료를 위해 승인된 비인슐린 약물이다.